# Czesława Christowa
Czesława Christowa z domu Filipiuk (ur. 25 kwietnia 1945 w Łukowisku) – polska ekonomistka, profesor Zachodniopomorskiego Uniwersytetu Technologicznego w Szczecinie, senator V kadencji.

## Życiorys
Ukończyła studia na Wydziale Inżynieryjno-Ekonomicznym Transportu Politechniki Szczecińskiej (1968). Kilka lat spędziła w Bułgarii, gdzie uzyskała dyplom specjalisty systemów zarządzania na studiach podyplomowych w Komitecie Nauki i Postępu Technicznego w Sofii i pracowała w zarządzie portu oraz w Centrum Cybernetyki Transportu w Burgasie. W 1975 na Politechnice Szczecińskiej obroniła doktorat z zakresu nauk ekonomicznych. W latach 1977–1979 pracowała w szczecińskim oddziale Centrum Informatyki Gospodarki Morskiej i Handlu Zagranicznego w Gdyni oraz w Biurze Projektów Budownictwa Morskiego „BIMOR” w Szczecinie. W 1979 podjęła pracę w Wyższej Szkole Morskiej w Szczecinie. W 1995 habilitowała się z ekonomiki transportu w Szkole Głównej Handlowej w Warszawie.
W 1996 objęła stanowisko profesora w Wyższej Szkoły Morskiej w Szczecinie, była kierownikiem Zakładu Organizacji i Zarządzania w Transporcie. Zajmowała również stanowisko profesora Politechniki Szczecińskiej i Politechniki Koszalińskiej, prowadziła zajęcia m.in. w Wyższej Szkole Działalności Gospodarczej w Warszawie i Zachodniopomorskiej Szkole Biznesu w Szczecinie. Opublikowała kilka monografii, a także artykuły z dziedziny zarządzania i logistyki. Została tłumaczem przysięgłym języka bułgarskiego.
Przystąpiła do Sojuszu Lewicy Demokratycznej. Z jego ramienia w latach 2001–2005 zasiadała w Senacie V kadencji, reprezentując okręg szczeciński. W 2005 nie ubiegała się o reelekcję. Objęła stanowisko profesora na Zachodniopomorskim Uniwersytecie Technologicznym w Szczecinie. Później została członkinią zarządu głównego Stowarzyszenia Parlamentarzystów Polskich. W wyborach w 2015 ponownie kandydowała do Senatu, zajmując 4. (przedostatnie) miejsce w okręgu. W 2018 bez powodzenia ubiegała się o mandat radnej sejmiku zachodniopomorskiego, a w wyborach w 2019 startowała z ramienia SLD w wyborach do Sejmu.